# Kutyafog
A Kutyafog egy 2009-ben bemutatott görög filmdráma, melyet Jórgosz Lánthimosz és Efthymis Filippou írt és Lánthimosz rendezett.

## Cselekmény
Egy házaspár felnőtt fiával és két felnőtt lányával együtt egy elkerített házban él együtt. A már felnőtt gyerekek nem ismerik a külvilágot; szüleik nem engedték még ki őket sohasem. mindenféle kitalált mesével tartják őket a kerítésen belül, a kinti világot gyilkosnak és kegyetlennek hazudva. Azt mondják, hogy készen állnak az indulásra, ha kiesett az első szemfoguk, és hogy csak autóval lehet biztonságosan utazni. Az autóvezetést akkor tanulhatják meg, ha a kiesett foguk ismét visszanő, vagyis gyakorlatilag soha nem teljesíthetik ezeket a szabályokat. A gyerekek kitartó játékokkal szórakoztatják magukat, például az ujjukat forró víz alá tartják és azon versenyeznek, ki bírja tovább. Úgy vélik, hogy a kerítés túloldalán van még egy testvérük, akinek ételt vagy köveket dobálnak. A szülők a jó magatartást öntapadós matricákkal, a rossz magatartást pedig veréssel jutalmazzák.
Az apa munkahelyén dolgozik egy biztonsági őr, Christina, aki rendszeres vendég náluk. Csak bekötött szemmel érkezhet az apa utasaként, hogy ne találjon soha vissza hozzájuk egyedül. Az apa azért fizeti, hogy időnként lefeküdjön a fiával. A monoton együttléteket szerette volna Christina kicsit színesíteni és orális szexet kér magának. De csalódnia kell, mert a fiú nem hajlandó erre, Christina ezért az idősebb nővért kéri erre, cserébe felajánlja a hajpántját. Később az idősebb lánya meggyőzi húgát, hogy nyalja meg a vállát a fejpántért cserébe. Később a kisebbik lánya önként jelentkezik, hogy újra megnyalja az idősebb testvérét. Nővérének nincs mit kínálnia cserébe, de a fiatalabbat ez nem bántja, és más testrészeket nyalogatva tovább kísérleteznek.
Az apa ellátogat egy kutyakiképzőbe, és követeli kutyája visszaadását. A tréner visszautasítja, mert a kutya még nem fejezte be az edzést, és megkérdezi: „Állatot vagy barátot akar?”
Amikor a gyerekeket egy kóbor macska megrémíti a kertben, a fiú leöli egy metszőollóval. Az apa úgy dönt, hogy kihasználja az esetet, felhasogatja a ruháit, művérrel összekeni magát és elmondja gyermekeinek, hogy láthatatlan testvérüket egy macska, a legveszélyesebb lény ölte meg. Miután megtanította négykézláb ugatni családját a macskák kivédésére, megemlékezést tartanak a „halott” testvér számára.
Christina ismét orális szexet kér az idősebb lánytól hajzseléért cserébe. A lány elutasítja a hajzselét, és helyette videokazettákat kér Christina-tól. Titokban megnézi a filmeket, majd újraalkotja a jeleneteket és idézni kezdi azok párbeszédeit. Amikor az apa felfedezi a kazettákat, kegyetlenül megveri lányát, majd elmegy Christina lakásába, és leüti egy videomagnóval, továbbá megátkozza leendő gyermekeit, amiért "rossz hatásokkal" elrontotta az övéit.
A szülők úgy döntenek, hogy mivel Christina már nem megbízható, a fiúnak egy új szexuális partnert kell választania. Azt találják ki, hogy válasszon a nővérei közül. Miután csukott szemmel megsimogatja mindkét meztelen nővérét, az idősebbet választja. Nővére kényelmetlenül érzi magát a szex alatt, és utána fenyegető párbeszédet idéz az egyik hollywoodi filmből a testvérének.
A szülők házassági évfordulója alkalmából rendezett táncbemutatón a fiatalabb lány leáll pihenni, de az idősebb folytatja és a Flashdance című filmben látottak alapján táncol, megzavarva szüleit. Aznap este szándékosan egy súlyzóval kiüti egyik szemfogát, és mivel így már „nagylánnyá” lett, elrejtőzik apja autójának csomagtartójában. Az apa felfedezi a vért és a fogtöredékeket, majd keresni kezdi idősebb lányát, de eredménytelenül. Másnap munkába megy autóval, nem tudva a csomagtartóban megbúvó lányáról. Behajt a gyárba, kiszáll, de a folytatást már nem láthatjuk.

## Szereplők
- Christos Stergioglou – apa
- Michelle Valley – anya
- Angeliki Papoulia – idősebb nővér
- Mary Tsoni – fiatalabb nővér
- Christos Passalis – fiú
- Anna Kalaitzidou – Christina

## Díjak
A filmet Oscar-díjra jelölték a legjobb idegen nyelvű film kategóriában, de nem kapta meg.